# Rotimi Peters
Rotimi Peters, född den 18 december 1955, är en nigeriansk före detta friidrottare inom kortdistanslöpning.
Han tog OS-brons på 4 x 400 meter vid friidrottstävlingarna 1984 i Los Angeles.